# Гришконис, Миндаугас
Миндаугас Гришконис (лит. Mindaugas Griškonis; род. 17 января 1986, Вильнюс) — литовский гребец, выступающий за сборную Литвы по академической гребле с 2002 года. Серебряный призёр летних Олимпийских игр в Рио-де-Жанейро, бронзовый призёр чемпионатов мира, трёхкратный чемпион Европы, победитель многих регат международного и национального значения.

## Биография
Миндаугас Гришконис родился 17 января 1986 года в Вильнюсе, Литовская ССР.
Заниматься академической греблей начал в 1999 году, проходил подготовку под руководством тренеров Инги Домаркайте, Альфонсаса Микшиса и Робертаса Тамулявичюса. Получил степень бакалавра в Вильнюсском педагогическом университете, позже учился в Университете Миколаса Ромериса.
Впервые заявил о себе в гребле на международной арене в сезоне 2002 года, закрыв десятку сильнейших в парных четвёрках на домашнем чемпионате мира среди юниоров в Тракае. Год спустя на юниорском мировом первенстве в Афинах финишировал шестым в одиночках. Ещё через год на аналогичных соревнованиях в Баньолесе стал в той же дисциплине пятым.
В 2005 году в одиночках занял четвёртое место на молодёжном чемпионате мира в Амстердаме.
Начиная с 2006 года выступал на взрослом уровне в основном составе литовской национальной сборной. В частности, в этом сезоне дебютировал в Кубке мира и принял участие во взрослом чемпионате мира в Итоне, где в зачёте парных двоек был двенадцатым.
В 2007 году побывал на европейском первенстве в Познани, откуда привёз награду серебряного достоинства, выигранную в одиночках, при этом на мировом первенстве в Мюнхене попасть в число призёров не смог.
Благодаря череде удачных выступлений удостоился права защищать честь страны на летних Олимпийских играх 2008 года в Пекине. В программе одиночек сумел квалифицироваться лишь в утешительный финал В и расположился в итоговом протоколе соревнований на восьмой строке.
В 2009 году в одиночках одержал победу на чемпионате Европы в Бресте, стал седьмым на чемпионате мира в Познани.
В 2010 году показал четвёртый результат на европейском первенстве в Монтемор-у-Велью и восьмой результат на мировом первенстве в Карапиро.
В 2011 году был лучшим на чемпионате Европы в Пловдиве и седьмым на чемпионате мира в Бледе.
Находясь в числе лидеров гребной команды Литвы, благополучно прошёл отбор на Олимпийские игры 2012 года в Лондоне. Здесь в одиночках вновь оказался восьмым. Также в этом сезоне добавил в послужной список золотую награду, полученную в той же дисциплине на европейском первенстве в Варезе.
В 2013 году в одиночках одержал победу на Универсиаде в Казани, финишировал шестым на чемпионате мира в Чхунджу.
В 2014 году выиграл серебряную медаль на этапе Кубка мира в Сиднее, взял бронзу на европейском первенстве в Белграде, стал четвёртым на мировом первенстве в Амстердаме.
В 2015 году получил серебро на этапе Кубка мира в Люцерне, занял шестое место на чемпионате Европы в Познани, стал бронзовым призёром на чемпионате мира в Эгбелете.
На европейском первенстве 2016 года в Бранденбурге выиграл серебряную медаль в одиночках, тогда как на Олимпийских играх в Рио-де-Жанейро завоевал серебряную медаль в программе парных двоек совместно с Саулюсом Риттером — в решающем финальном заезде их обошёл только хорватский экипаж братьев Мартина и Валента Синковичей.
После Олимпиады в Рио Гришконис остался в составе литовской национальной сборной на ещё один олимпийский цикл и продолжил принимать участие в крупнейших международных регатах. Так, в 2017 году в парных двойках он выиграл этап Кубка мира в Белграде, стал седьмым на чемпионате Европы в Рачице и четвёртым на чемпионате мира в Сарасоте.
В 2018 году в одиночках получил серебряную и бронзовую награды на европейском первенстве в Глазго и на мировом первенстве в Пловдиве соответственно.
В 2019 году стартовал в одиночках на чемпионате Европы в Люцерне и на чемпионате мира в Линце-Оттенсхайме, но попасть здесь в число призёров не смог.